# Teologia religii
Teologia religii – dziedzina teologii oraz religioznawstwa, zajmująca się refleksją nad wierzeniami religijnymi z perspektywy teologii własnej religii. Wyróżnia się dwie odmiany teologii religii: theologia religionis, zajmującą się zjawiskiem religii w ogólności i jej znaczeniem, oraz theologia religionum, badającą doktrynę konkretnej religii. Główną cechą odróżniającą teologię religii od innych subdyscyplin religioznawstwa jest przyjęcie przez nią za punkt odniesienia przeświadczenia o prawdziwości własnej doktryny religijnej, w świetle której rozpatruje ona prawdziwość doktryn innych religii. Teologia religii uprawiana jest głównie w ramach czterech wyznań: chrześcijaństwa, hinduizmu, islamu i judaizmu.
Po raz pierwszy termin teologia religii pojawił się w latach 60. XX wieku.